# Proč ženy zabíjí
Proč ženy zabíjí (v originále Why Women Kill) je americký komediálně-dramatický televizní seriál, jehož tvůrcem je Marc Cherry. Seriál je produkován pro CBS All Access. Premiérový díl byl vysílán dne 15. srpna 2019.
V říjnu 2019 byla objednána druhá řada.

## Obsazení

### 1963

#### Hlavní role
- Ginnifer Goodwin jako Beth Ann Stanton, manželka Roba.
- Sam Jaeger jako Rob Stanton, letecký inženýr, manžel Beth Ann.
- Sadie Calvano jako April, číšnice, která má poměr s Robem.

#### Vedlejší role
- Alicia Coppola jako Sheila Mosconi, feministická sousedka Stantonů a Leovy manželky.
- Adam Ferrara jako Leo Mosconi, Sheilin manžel a soused Stantonů.
- Lindsey Kraft jako Claire, Robova sekretářka

#### Hostující role
- Spencer Garrett jako Hal Burke, Robův šéf
- Peri Gilpin jako Vivian Burke, Halova manželka
- Lio Tipton[pozn. 1] jako Mary Vlasin, Robova a Beth Ann sousedka, které ubližuje vlastní manžel Ralph
- Scott Porter jako Ralph Vlasin, Robův a Beth soused, Mary manžel

### 1984

#### Hlavní role
- Lucy Liu jako Simone Grove, dvakrát rozvedená, manželka Karla
  - Harmonie He jako mladá Simone Grove
- Jack Davenport jako Karl Grove, Simone třetí manžel, který využívá jejich manželství k utajení své homosexuality

#### Vedlejší role
- Katie Finneran jako Naomi Harte, bohatá přítelkyně Simone a Tommyho matka.
- Leo Howard jako Tommy Harte, syn Naomi, který skrývá svou lásku k Simone
- Li Jun Li jako Amy, Simone dcera

#### Hostující role
- Charlie DePew jako Brad, Amy snoubenec
- Ken Gario jako policejní strážník
- Christine Estabrook jako Joyce Dubner, sousedka Simone
- Philip Anthony-Rodriguez jako Hector, bývalý kadeřník Simone a Karlův milenec
- Dale Dickey jako Ruby, Bradova matka
- Robert Craighead jako Dwight, Bradův otec
- Hayley Hasselhoff jako Patty, Bradova sestra

### 2019

#### Hlavní role
- Kirby Howell-Baptiste jako Taylor Harding, bisexuální advokátka, která žije v otevřeném manželství s Elim.
  - Kendall Denise Clark jako mladá Taylor Harding
- Reid Scott jako Eli Cohen, scenárista, žijící v otevřeném manželství s Taylor.
- Alexandra Daddario jako Jade / Irene Tabatchnick, bisexuální milenka Taylor a Eliho.

#### Vedlejší role
- Kevin Daniels jako Lamar, Eliho agent.

#### Hostující role
- Kevin McNamara jako Duke, Jade bývalý manžel
- Saidha Arrika Ekulona jako Taylor sestra
- Christina Anthony jako Velma, Taylor sestra
- Odelya Halevi jako Willow, kamarádka Jade
- Kevin William Paul jako Mischa, Jade kamarád

## Seznam dílů
| Č. v seriálu | Č. v řadě | Původní název                                                                                    | Režie                     | Scénář                         | Premiéra v USA |
| ------------ | --------- | ------------------------------------------------------------------------------------------------ | ------------------------- | ------------------------------ | -------------- |
| 1            | 1         | Murder Means Never Having to Say You're Sorry                                                    | Marc Webb                 | Marc Cherry                    | 15. srpna 2019 |
| 2            | 2         | I'd Like to Kill Ya, But I Just Washed my Hair                                                   | Marc Webb                 | Austin Guzman                  | 22. srpna 2019 |
| 3            | 3         | I Killed Everyone He Did, But Backwards and in High Heels                                        | David Grossman            | Randi Mayem Singer             | 29. srpna 2019 |
| 4            | 4         | You Had Me at Homicide                                                                           | Valerie Weiss             | Greg Malins                    | 5. září 2019   |
| 5            | 5         | There's No Crying in Murder                                                                      | David Grossman            | Jeff Strauss & Brendan Stephan | 12. září 2019  |
| 6            | 6         | Practically Lethal in Every Way                                                                  | David Warren              | Joe Keenan                     | 19. září 2019  |
| 7            | 7         | I Found Out What the Secret to Murder is: Friends. Best Friends.                                 | Elizabeth Allen Rosenbaum | Hannah Schneider               | 26. září 2019  |
| 8            | 8         | Marriages Don't Break Up on Account of Murder – It's Just a Symptom That Something Else Is Wrong | Lucy Liu                  | Alexa Junge                    | 3. října 2019  |
| 9            | 9         | I Was Just Wondering What Makes Dames Like You So Deadly                                         | Dawn Wilkinson            | Mary Elizabeth Hamilton        | 10. října 2019 |
| 10           | 10        | Kill Me as if It Were the Last Time                                                              | David Warren              | Marc Cherry a Curtis Kheel     | 17. října 2019 |